# Mumia Abu-Jamal
Mumia Abu-Jamal, né Wesley Cook le 24 avril 1954 à Philadelphie (Pennsylvanie, États-Unis), est un journaliste, écrivain et militant afro-américain. Il a été condamné en 1982 à la peine de mort pour le meurtre de Daniel Faulkner, un policier de Philadelphie. Une mobilisation internationale a eu lieu en faveur de sa libération et/ou pour l'organisation d'un nouveau procès. Il est devenu un symbole pour beaucoup d'opposants à la peine de mort ainsi que comme prisonnier politique.

## Biographie
Né Wesley Cook, Mumia choisit ce prénom swahili à l'école secondaire (high school) à la suite de cours sur la culture africaine d'un professeur kenyan et y ajoute « Abu-Jamal » (père de Jamal en arabe) à la naissance de son premier fils, Jamal.
Abu-Jamal raconte que sa vocation de militant est née en 1968, à Philadelphie, alors qu'il est arrêté et battu pour avoir protesté contre le candidat pro-ségrégationniste à l'élection présidentielle George Wallace, ancien gouverneur de l'Alabama.
Dès 1969, le jeune homme est chargé de l’information à la section de Philadelphie du Black Panther Party.
Devenu journaliste de radio, Abu-Jamal attire l'attention par sa capacité à créer des atmosphères dans ses billets qui mélangent le journalisme traditionnel et les préoccupations sociales. Les problèmes de Abu-Jamal commencent lorsqu'il devient un admirateur du groupe radical MOVE. En mai 1980, neuf des membres de MOVE avaient été condamnés à la suite de la mort d'un officier de police au cours d'une intervention dans un local de MOVE. Cette condamnation avait outragé Abu-Jamal, qui couvrait MOVE pour la station de radio WHYY, et ses billets devinrent de plus en plus militants, posant un problème à la station qui finit par le licencier. Lorsqu'en janvier 1981, un magazine de Philadelphie le liste dans les personnalités à suivre, Abu-Jamal a perdu depuis quelques mois son poste à la radio qui l'employait, et est devenu chauffeur de taxi.
Depuis sa condamnation à mort pour le meurtre de Daniel Faulkner, Abu-Jamal est emprisonné dans l'aile de sécurité maximale de la prison de Greene, près de Waynesburg, en Pennsylvanie.

## Le meurtre de Daniel Faulkner et le procès de Mumia Abu-Jamal
Aux premières heures du 9 décembre 1981, Mumia Abu-Jamal, qui conduisait son taxi, intervient alors qu'un policier, Daniel Faulkner, contrôle son frère, William Cook. Une fusillade s'ensuit au cours de laquelle le policier est atteint par cinq balles, quatre dans le dos, et une tirée quasiment à bout portant alors qu'il est à terre, au visage. Lorsque les policiers arrivent sur place quelques instants après la fin de la fusillade, ils découvrent leur collègue mort et Abu-Jamal assis sur le trottoir, une balle dans le ventre. Près de lui, par terre, un revolver de calibre 38 qu'il avait acheté deux ans et demi plus tôt, cinq étuis vides dans les logements du barillet. Arrêté, il est accusé du meurtre du policier et condamné à la peine de mort en juillet 1982. Rapidement, l'enquête et le procès sont contestés[réf. nécessaire][Qui ?].

### Le calibre de l'arme du crime
Du point de vue de l'arme et des expertises balistiques, certains défenseurs d'Abu-Jamal[Qui ?] relèvent que la thèse selon laquelle la balle extraite du crâne du policier proviendrait du révolver calibre 38 de Mumia est contradictoire avec le rapport du médecin légiste qui parle d'une balle de 44.
Les experts balistiques (dont celui désigné par les avocats de Abu-Jamal) ont cependant confirmé que la balle était compatible avec un calibre 38, tandis que le médecin légiste a témoigné du fait que cette mention, qui n'était pas sur son rapport définitif, était une simple annotation sur un document de travail et était sans importance vu son incompétence en matière balistique.

### L'utilisation de l'arme de Abu-Jamal
Un autre élément souvent relevé (y compris par Amnesty International) est le fait qu'aucun test n'ait été fait sur l'arme d'Abu-Jamal pour déterminer si le révolver avait tiré récemment. Cependant, ce type de test n'existe pas, et l'homme à l'origine de cet argument est George Fassnacht, l'expert des avocats de Jamal, qui suggérait que l'on aurait dû « renifler » le révolver pour pouvoir déterminer la présence d'une odeur de poudre.

### Témoignages
Les défenseurs d'Abu-Jamal estiment que les éléments apportés par les témoins furent contradictoires, que certains d'entre eux ont été modifiés à la suite de pressions policières, sans que les originaux aient été présentés au jury, ou que des témoins importants pour la défense d'Abu-Jamal n'ont pas pu témoigner lors du procès de 1982.
Parmi ceux-ci, celui de William Singletary, qui affirma ne pas avoir témoigné en 1982 à la suite de pressions policières, et qui témoigna que Mumia n'avait pas tiré sur l'agent de police et qu'il avait vu une autre personne s'enfuir vers une allée.
Le témoignage de Singletary souleva néanmoins quelques doutes : d'une part il évoque un hélicoptère qui cercle au-dessus de la scène du crime en l'illuminant, alors que la police de Philadelphie n'en était pas équipée; d'autre part, William Singletary décrit l'agent Faulkner tirant sur Abu-Jamal après que le tireur s'est enfui, c'est-à-dire à un moment où Faulkner a déjà reçu une balle dans la tête et est moribond.
En juin 1999, un ancien tueur à gages, Arnold Beverly, affirme avoir tué l’officier Faulkner dans le cadre d’un contrat mêlant police et mafia. Initialement, les avocats de Jamal décident de ne pas utiliser ce témoignage qu'ils considèrent comme peu crédible. Cette décision provoque une rupture dans l'équipe des avocats. Pourtant, en 2001, les avocats restants, Dan Williams et Leonard Weinglass, sont renvoyés par Abu-Jamal et remplacés par de nouveaux avocats qui commencent à utiliser le témoignage de Beverly. Les aveux de Beverly sont cependant rejetés par les tribunaux parce qu'en contradiction avec les faits et les témoignages et que personne n'a pu produire une quelconque preuve ou témoignage de sa présence sur les lieux.
Par ailleurs, sous la direction plus « agressive » de cette nouvelle équipe d'avocats, Abu-Jamal déclare pour la première fois, dans un affidavit de mai 2001 ne pas avoir tiré sur Daniel Faulkner.
Enfin, le 29 avril 2001, le frère de Abu-Jamal, William Cook dépose un affidavit où il affirme qu'il n'a pas vu tirer son frère.

### Thèses des défenseurs d'Abu-Jamal

#### Facteurs ayant pu influencer le jugement ou l'inculpation de Jamal

##### La partialité du juge Sabo
L'impartialité du juge Sabo est mise en cause par les défenseurs de Mumia Abu-Jamal. Ils basent leur argumentation sur le déroulement du procès, considéré comme déséquilibré en faveur de l'accusation , et le témoignage d'une des greffières du procès qui aurait entendu le juge dire « je vais les aider à faire griller ce nègre. »

##### L'hostilité policière vis-à-vis de Jamal et de MOVE
Selon ses défenseurs, Abu-Jamal aurait été surveillé par le FBI, en raison de ses reportages socialement critiques et de son ancienne appartenance aux Black Panthers. De même, la sympathie de Jamal pour l'organisation MOVE, en conflit avec la police de Philadelphie, put jouer en sa défaveur.

##### La collusion des pouvoirs de la ville
Le maire de Philadelphie, Frank Rizzo, qui avait été auparavant commissaire de police de la ville, et qui n'avait pas hésité à tenir des propos racistes lors d'une de ses campagnes fut, avec d'autres fonctionnaires de la ville, inculpé par le ministère de la Justice Américain pour approbation d'abus policier.
Par ailleurs, l'intégrité de la police de Philadelphie est contestable puisqu'en 1995 par exemple, six de ses membres furent jugés coupables de fabrication de fausses preuves et de détournement de fonds.

## Évolution de la sentence
En décembre 2001, un juge fédéral, William Yohn, annule la condamnation à mort d'Abu-Jamal sur la base de certaines erreurs procédurales relevées dans le prononcé de la sentence au cours du premier procès. Il confirme toutefois la culpabilité d'Abu-Jamal dans le meurtre de l'agent de police Daniel Faulkner.
Les avocats d'Abu-Jamal font alors appel de cette décision car elle met fin aux espoirs d'Abu-Jamal d'obtenir un nouveau procès sur la base de ce qu'ils estiment être de nouvelles preuves, tandis que le procureur fait appel de la même décision car elle annule la condamnation à mort.
Le 27 mars 2008, une cour d'appel fédérale américaine annule sa condamnation à mort pour un vice de procédure mais confirme le verdict d'origine, écartant ainsi toute possibilité de révision du procès,. La cour a en effet estimé que, lors du procès initial qui a eu lieu en 1982, les jurés avaient pu croire à tort qu’ils devaient s’accorder unanimement sur les circonstances atténuantes pouvant épargner la peine de mort au condamné. Si l'accusation ne requiert pas à nouveau dans les délais la condamnation à mort devant un nouveau jury, la peine sera alors automatiquement commuée en réclusion criminelle à perpétuité. À la suite de la décision de la cour d'appel, les avocats de Mumia Abu-Jamal ont affirmé qu’ils feraient cependant à nouveau appel pour obtenir un nouveau procès.
Le 20 octobre 2008, le parquet de Pennsylvanie fait appel auprès de la Cour suprême des États-Unis contre la décision d'annulation de sa condamnation à mort. La Cour suprême a renvoyé l'affaire devant la cour d'appel, qui décide en 2011 d'ordonner de nouvelles audiences afin de déterminer si Abu-Jamal doit être condamné à la peine de mort ou à la réclusion criminelle à perpétuité, tout en déclarant que Mumia Abu-Jamal reste officiellement coupable.
Le 12 octobre 2011, la Cour suprême des États-Unis refuse de donner suite au recours du procureur de Philadelphie lui demandant de revenir sur sa décision de suspendre la condamnation à mort de Mumia Abu-Jamal. Sa condamnation à la peine de mort est commuée en peine de prison à vie sans possibilité de remise de peine. Le 7 décembre 2011, le procureur Seth Williams déclare : « Abu-Jamal ne sera plus condamné à mort, mais il restera derrière les barreaux pour le restant de ses jours, et c'est là qu'il doit être. »
En juillet 2017, le procureur principal de Philadelphie, R. Seth Williams (en), notamment chargé de l’affaire de Mumia Abu-Jamal, est incarcéré après avoir reconnu avoir reçu des pots-de vin dans plusieurs affaires. Un total de 29 charges sont retenues contre lui ,.

## Opinions exprimées
- Amnesty International, tout en refusant de prendre position sur la question de la culpabilité d'Abu-Jamal, relève que celui-ci n'a apparemment pas pu être défendu correctement, souligne les contradictions des témoins, les possibles pressions policières, et estime qu'un nouveau procès est nécessaire[28].
- En 1998, ABC News consacre une émission à l'affaire[29] et conclut que la défense de Jamal ne contient aucun élément convaincant. L'émission relève notamment que les examens balistiques ont en fait été effectués et ont lié la balle extraite du corps du policier à un .38, c'est-à-dire correspondant à l'arme d'Abu-Jamal (point admis par l'expert désigné par l'avocat de Abu-Jamal), que les témoignages présentés par la défense (pour soutenir l'idée d'un tueur fuyant la scène) sont fragiles et contradictoires[30] et que le frère d'Abu-Jamal, William Cook, n'avait jamais défendu son frère[31].
- Selon The American Lawyer, une publication de Court TV, Jamal a certainement tué Faulkner[32] mais peut-être pas dans les circonstances décrites par l'accusation et son procès, qui n'a pas été un modèle du genre[33], devrait être refait.

## Soutiens internationaux

### Milieu politique et associatif
Une mobilisation internationale s'est formée et a fait d'Abu-Jamal un symbole de la lutte contre la peine de mort. Des centaines d'organisations politiques et d'associations comme Amnesty International ont remis en cause le procès d'Abu-Jamal. En France, le Collectif unitaire national de soutien à Mumia Abu Jamal a son siège au Mouvement contre le racisme et pour l'amitié entre les peuples.
Certains ont cependant émis des réserves sur le risque qu'il y a à identifier la lutte contre la peine de mort et Abu-Jamal. D'autres, tels The America Lawyer ou Michael Moore, estiment qu'Abu-Jamal a vraisemblablement tué Daniel Faulkner, mais insistent sur la nécessité d'un procès équitable et, dans le cas de Moore, sur la nécessité de s'opposer à l'application de la peine de mort.
En France, avec l'appui de l'Association Américaine de soutien à Jamal, 80 associations et organisations politiques, à travers un ouvrage intitulé L'affaire qui accuse la justice américaine (réactualisé en 2006) remettent en cause le procès de 1982 et la culpabilité de Mumia.
En 1999, Mumia Abu-Jamal est fait citoyen d'honneur de Bobigny et son maire Bernard Birsinger lui rend visite dans le couloir de la mort. De nombreuses villes lui attribueront cette distinction : Malakoff, Villejuif et plusieurs dizaines de villes françaises et de grandes métropoles étrangères à l’instar de San Francisco, Palerme et Venise. D'autres, telle Drancy (2005) adoptent un vœu pour interpeller l'ambassadeur de France concernant le cas de Mumia Abu-Jamal.
En 2003, Abu-Jamal est fait citoyen d'honneur de la Ville de Paris par Bertrand Delanoë. Tandis qu'en 2006, la ville de Saint-Denis a donné son nom à une rue. Pour ces motifs, le 11 novembre 2006, la ville américaine de Philadelphie dépose plainte pénale contre les villes de Paris et de Saint-Denis pour apologie de crime,. Cette plainte fait suite à une première protestation de parlementaires du Congrès des États-Unis. Interrogé par l'AFP, le porte-parole du maire de Paris a répondu que « cet acte a symbolisé le refus de la peine capitale ».
Tout au long des années 2007 et 2008, le Mouvement Jeunes communistes de France fera campagne à travers la France afin de demander la relaxe de Mumia Abu-Jamal, le présentant comme un exemple criant des dérives autoritaristes et sécuritaires du gouvernement américain.[réf. souhaitée]

### Monde de la musique
Le groupe Rage Against the Machine a beaucoup milité pour sa libération, notamment à travers les chansons Freedom et Voice of the voiceless et le groupe Anti-Flag qui milite pour la libération de Mumia Abu-Jamal (ainsi que tous les prisonniers politiques) dans la chanson Mumia's Song. Le rappeur KRS-One et le groupe Channel Live ont chanté Free Mumia, titre très militant en faveur d'Abu-Jamal. Plus récemment, sa voix apparaît dans le titre The War vs Us All et les Albums Revolutionary 1 et 2 d'Immortal Technique. Dans ces albums, Mumia commente longuement la guerre au terrorisme et d'autres sujets sociaux.
Le groupe de rap américain Jedi Mind Tricks (de Philadelphie) dédie la fin de la musique The age of sacred terror à la cause de Mumia Abu Jamal.
Le groupe de rap français Assassin a aussi fait la musique Wake up avec Wize sur le sujet. Le rappeur engagé Médine fait référence à Mumia Abu-Jamal dans le titre Self Defense issu de l'album Arabian Panther en 2008. Le rappeur burkinabé Smockey parle de lui dans un titre de son premier album.
Le chanteur de reggae Junior Reid lui dédie un titre Mumia Skit sur sa Mix-Tape Jr Reid (feat. One Blood Family) This is why we hot. Il y a aussi le chanteur de reggae Féfé Typical avec le titre Abu Jamal.
Sur un album live de l'ancienne formation de Mei Tei Shô, lors du début de la 12e piste, Sir jean dédie cette chanson à Mumia Abu Jamal.
Le groupe Chumbawamba a lui aussi fait mention de Mumia Abu-Jamal lors de la prestation de Thubthumping au David Letterman Show en scandant : « Free Mumia Abu-Jamal! ».[réf. souhaitée]
Le groupe Michael Franti & Spearhead fait une référence à Abu-Jamal dans la chanson We Don't Stop, sur l'album Everyone Deserves Music, sorti en juin 2003.
Le groupe Verse fait référence à Abu-Jamal dans le morceau Old Guards, New Methods, sur l'album Aggression, sorti le 10 juin 2008.

### Cinéma
En 2007, Marc Evans réalisateur gallois réalise le documentaire Toute ma vie en prison qui détaille les problèmes qui entourent l'enquête et le procès d'Abu-Jamal. Pour ce faire, il suit le parcours du jeune William Francome, né le jour de l'arrestation de Mumia Abu-Jamal, sur les traces du condamné. Le film est produit par Livia Firth, producteur exécutif Colin Firth. Il est basé sur le rapport d'Amnesty International (voir plus haut), et présente également le point de vue sur l'affaire de personnalités intellectuelles de premier plan : Noam Chomsky, Angela Davis… Le film est sélectionné dans de nombreux festivals dont Sundance, Rome, Londres ou Berlin. Il sort en salles en novembre 2011 en France, et en DVD et VOD en mai 2013.

### Littérature
L'écrivain français Roger Martin, auteur de plusieurs ouvrages sur les États-Unis (AmeriKKKa Voyage dans l'Internationale néo-fasciste, L'Empire du mal? et Dictionnaire iconoclaste des États-Unis) évoque Mumia Abu Jamal dans son roman Jusqu'à ce que mort s'ensuive (Cherche midi Éditeur) et dans le volume 5 de sa série BD AMERIKKKA, Les Commandos de Philadelphie.